# Petardo

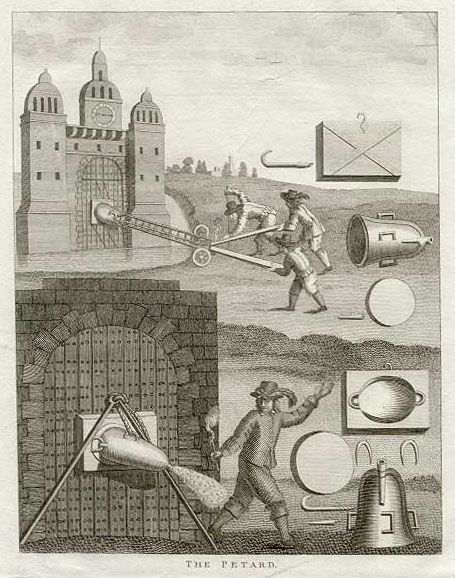
Il petardo di Francis Grose, 1812

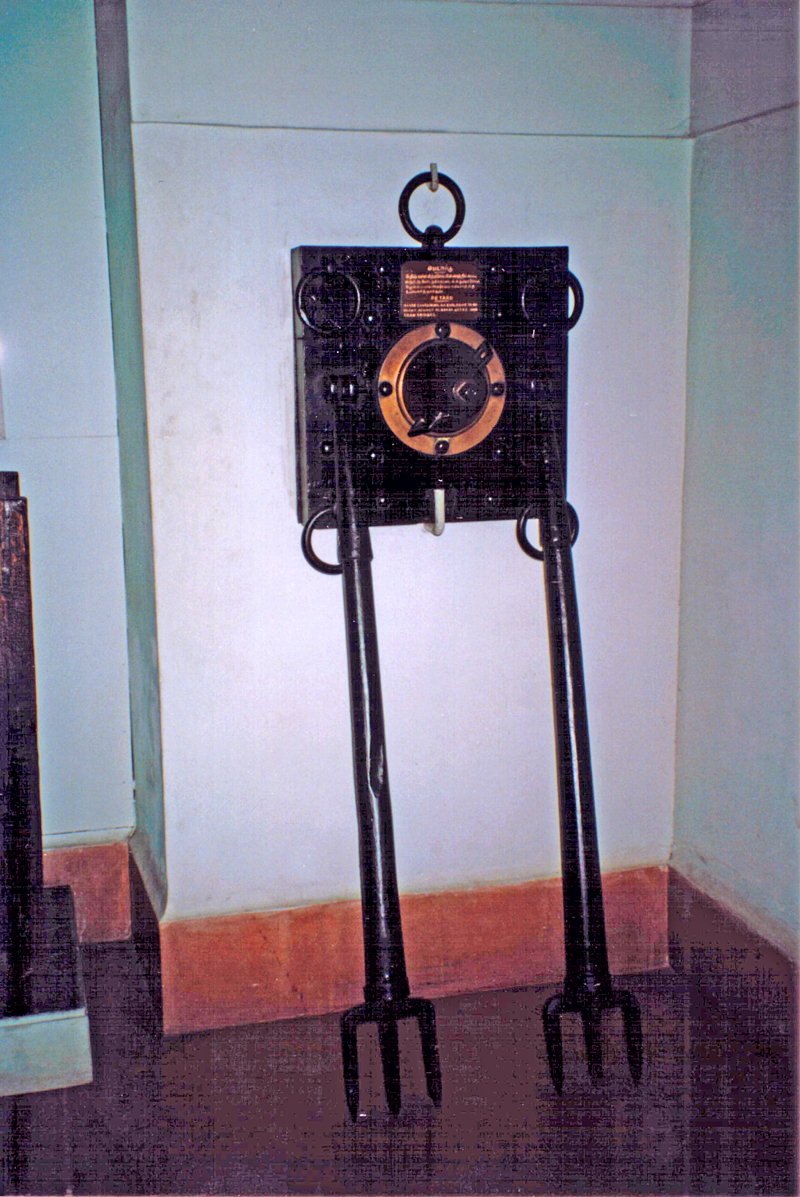
Petardo dell'esercito britannico del XIX secolo

Un petardo è un piccolo ordigno utilizzato in guerra per far esplodere porte e mura nel tentativo di aprire una breccia. Il termine è di origine francese, e risale al XVII secolo.

Nella sua più classica implementazione era un oggetto metallico conico o rettangolare, contenente 2 o 3 chili di polvere da sparo innescata da una miccia a lenta combustione.

## Descrizione
I petardi erano spesso inseriti nei tunnel scavati sotto le mura, o attaccati direttamente ai muri. Quando venivano messi in un tunnel ed esplodevano, una grande quantità d'aria veniva sprigionata nella galleria provocando il collasso del muro. Assicurando il dispositivo saldamente alle mura, la forma del dispositivo permetteva di sfruttare la pressione esplosiva dirigendola verso la struttura da distruggere. A seconda del progetto, un petardo poteva essere attaccato al muro appoggiandovelo tramite l'uso di travi, o inchiodandolo grazie a pezzi di legno legati al petardo.

## Varianti
Un "mortaio a petardo" era l'arma di distruzione annessa al carro Churchill AVRE. Si trattava di un mortaio con un calibro di 290 mm, noto ai soldati come "pattumiera volante" a causa delle caratteristiche del proiettile: una carica non aerodinamica di 20 kg, sufficiente per demolire molti bunker ed opere in terra, oltre che a rendere inutilizzabile un Panzer Tiger. Il proiettile poteva essere lanciato fino a 100 metri di distanza.